# GWR-Klasse 4500
Die Klasse 4500 der Great Western Railway (GWR) ist eine Baureihe von kleinen 1’C1’-Tenderlokomotiven, die vor Güterzügen und Personenzügen hauptsächlich auf Nebenstrecken eingesetzt wurde. Der 1906 eingeführte Entwurf von George Jackson Churchward stand bis 1963 im Einsatz. Drei Lokomotiven der oft als Small Prairies bezeichneten Baureihe sind erhalten geblieben.

## Geschichte

### Entwicklung und Bau
Die Small Prairies entstanden aus der als Large Prairies bezeichneten Klasse 5100, die in großer Stückzahl gebaut wurde. Es wurde ein Prototyp mit kompakteren Abmessungen für den Einsatz auf den hügeligen Nebenstrecken im West Country und in Wales gebaut. Dieser Prototyp erfreute sich sofort großer Beliebtheit, und weniger als ein Jahr nach seiner Einführung wurden zehn weitere Lokomotiven bestellt, die zunächst der Klasse 3100 zugeordnet und später zur Klasse 4400 umbenannt wurden. Als zusätzliche Lokomotiven benötigt wurden, wurde der Treibraddurchmesser von 1260 mm auf 1410 mm erhöht, um durch die höhere Geschwindigkeit den Einsatzbereich der Lokomotiven zu erweitern.
Die ersten 20 Lokomotiven wurden in den bahneigenen Werkstätten in Wolverhampton gebaut und erhielten zunächst die Nummern 2161 bis 2180. Die nächsten 10 Lokomotiven, die in den Werkstätten in Swindon gebauten wurden, erhielten die Nummern 2181 bis 2190. Im Dezember 1912 wurden die Lokomotiven auf die neuen Nummern 4500 bis 4529 umgezeichnet. Bis 1915 stellte Swindon weitere 45 Lokomotiven her, gefolgt von einer letzten Lieferung von 20 Lokomotiven im Jahre 1924 nach einer Unterbrechung.
Der Nachfolger der Klasse 4500 war die Klasse 4575, die ab 1927 gebaut wurde. Sie hatte im Vergleich zur Klasse 4500 einen größeren Wassertank, der vorne abgeschrägt war, um die Sichtverhältnisse nicht zu beeinträchtigen. Er fasste 6 m³ statt 4,5 m³, was das Gewicht der Lokomotive um 3 t auf 61 t erhöhte.

### Betrieb
Die Lokomotiven wurden hauptsächlich auf Nebenstrecken im West Country eingesetzt, fanden jedoch auch in Südwales und in den West Midlands Verwendung. Zudem wurden sie in den Regionen um Bristol, Gloucester, Machynlleth, Shrewsbury, Taunton und Worcester eingesetzt. Einige Lokomotiven wurden auch in London eingesetzt, wo sie in der Paddington Station die leeren Reisezüge zwischen der Bahnhofshalle und dem Abstellbahnhof rangierten sowie die Güterzüge auf der Brentford Branch Line führten. Von 1950 bis 1964 wurden alle Lokomotiven bis auf drei ausgemustert.

### Erhaltene Lokomotiven
Es sind drei Lokomotiven erhalten:
- Nr. 4555 wurde 1963 ausrangiert und von zwei Privatpersonen für 750 Pfund zusammen mit einem Ersatzkessel und einem Wagen voll Ersatzteilen von British Rail erworben. Zeitweise war sie auf der Dare Valley Railway im Einsatz. 1973 wurde die Lokomotive zur Dartmouth Steam Railway versetzt.  2007 wurde die Lokomotive außer Betrieb genommen und von 2017 bis 2020 überholt. Danach wurde sie an verschiedene Museumsbahnen ausgeliehen, darunter die East Somerset Railway, der South Devon Railway und die Chinnor & Princes Risborough Railway.[4]
- Nr. 4561 wurde im Mai 1962 ausgemustert und gelangte auf den Schrottplatz der Woodham Brothers. 1975 wurde sie von der West Somerset Railway gekauft, betriebsfähig aufgearbeitet und ab Sommer 1989 in Betrieb genommen, bis im November 1998 die Kesselprüfung abgelaufen war.  Von August 2007 bis September 2008 war die Lokomotive als statisches Ausstellungsstück im Great Western Railway-Museum in Swindon zu sehen. Anschließend wurde die Lokomotive wieder in die bahneigene Werkstatt in Williton gebracht, um betriebsfähige aufgearbeitet zu werden. Bei der Aufarbeitung erhält die Lokomotive einen neuen Rahmen mit neuen Zylindern.[5] Die Arbeiten waren 2025 noch nicht abgeschlossen.[6]
- Nr. 4566 wurde im April 1962 ausgemustert und gelangte wie die Nr. 4561 auf den Schrottplatz der Woodham Brothers. 1970 wurde sie von der 4566 Group übernommen und nach Bewdley an der Severn Valley Railway gebracht, wo eine einfache Aufarbeitung der Lokomotive im Freien durchgeführt wurde.  Ab 1975 war die Lokomotive für beinahe fünf Jahre in Betrieb, bis sie aufgrund von Problemen mit den Kesselrohren außer Betrieb genommen wurde. Von 1986 bis 1995 und erneut von 2006 bis 2017 war die Lokomotive wieder betriebsfähig. Es wird erwartet, dass sie erneut betriebsfähig aufgearbeitet wird, jedoch dürften andere Lokomotiven der Severn Valley Railway Vorrang haben.[7]

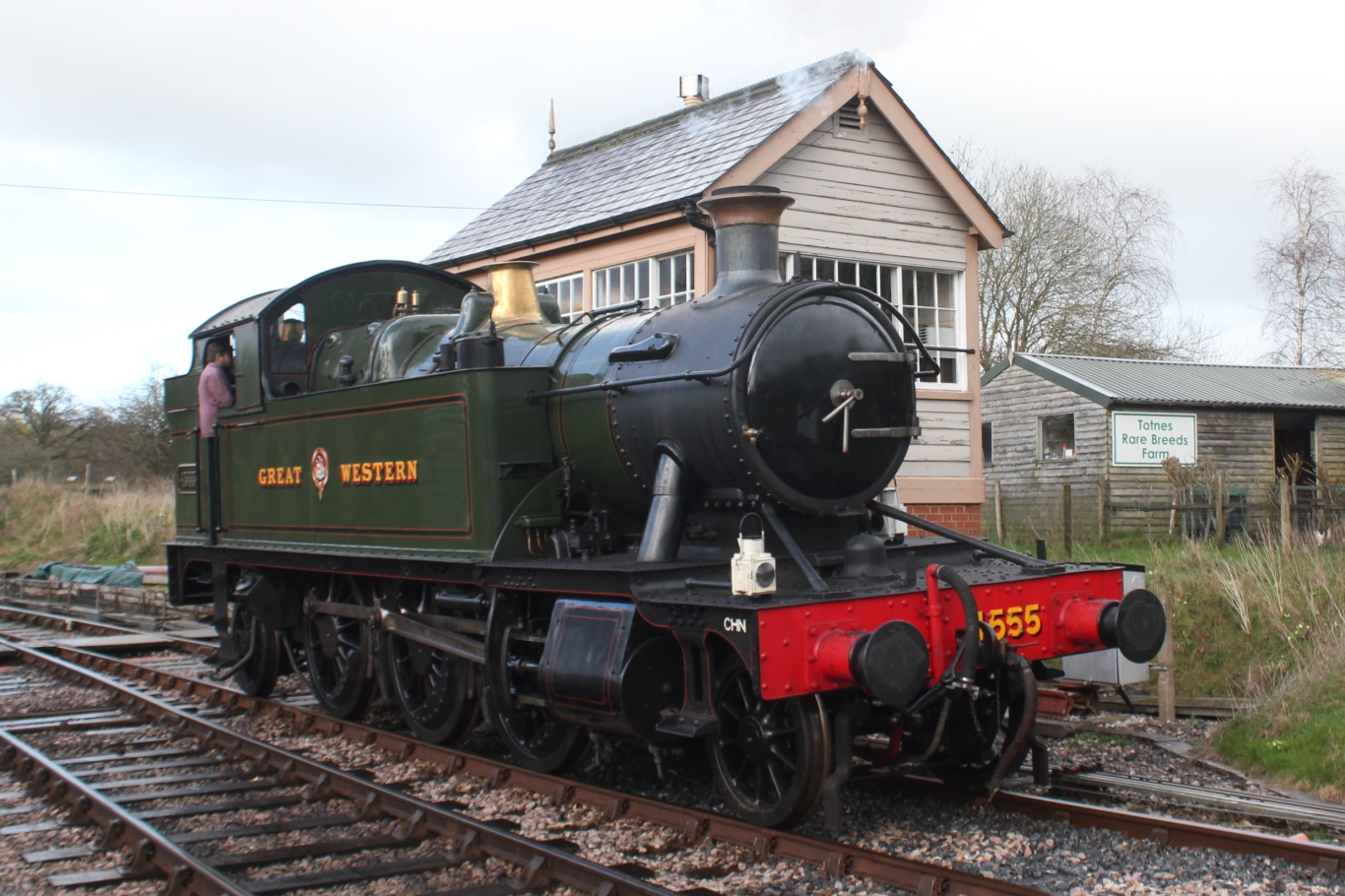
Nr. 4555
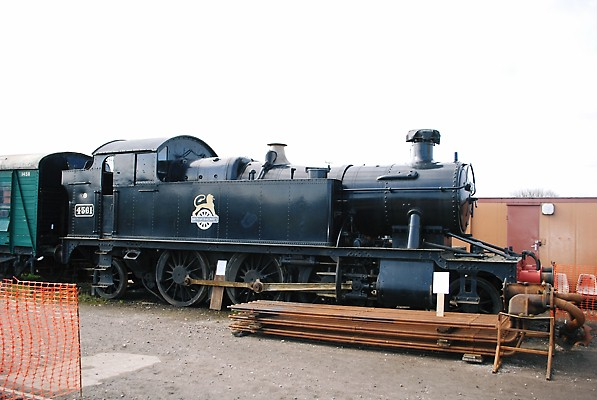
Nr. 4561
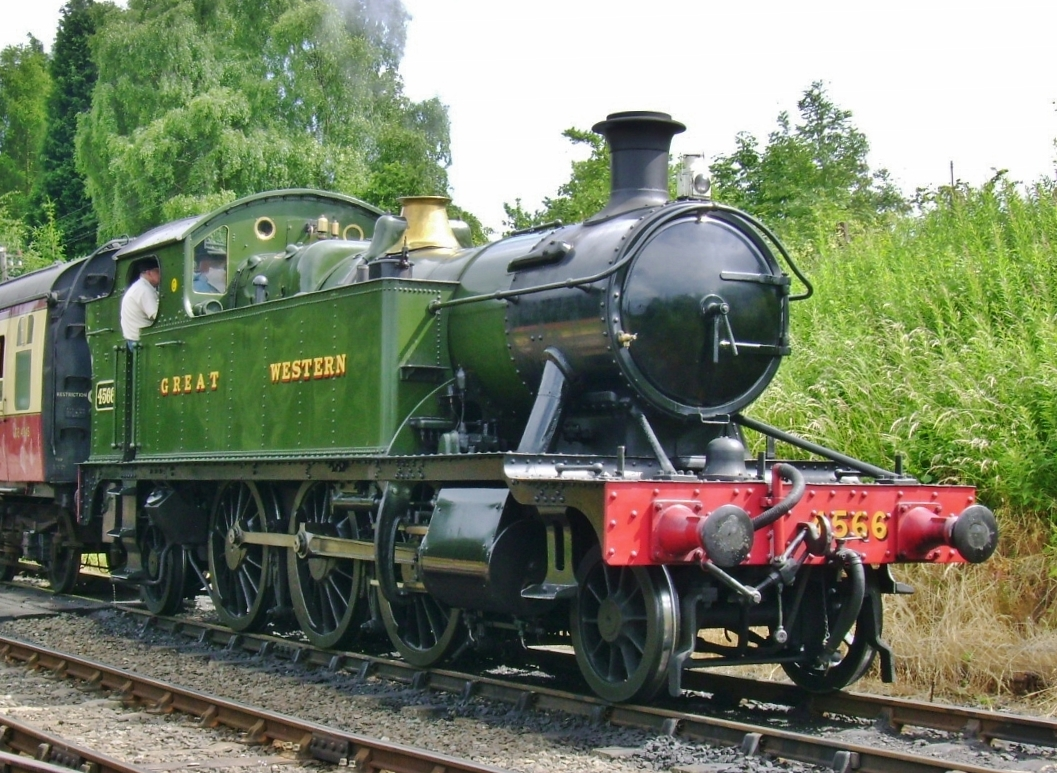
Nr. 4566